# ویلیام سی. دومیل
ویلیام سی. دومیل (انگلیسی: William C. deMille؛ ۲۵ ژوئیهٔ ۱۸۷۸ – ۵ مارس ۱۹۵۵) یک کارگردان فیلم و فیلم‌نامه‌نویس اهل ایالات متحده آمریکا بود.
از آثار او می‌توان به کارمن اشاره نمود.